# Thomas Lund
Thomas Haubro Lund (Århus, 2 de agosto de 1968) es un deportista danés que compitió en bádminton, en las modalidades de dobles y dobles mixto.
Ganó cinco medallas en el Campeonato Mundial de Bádminton entre los años 1991 y 1995, y cuatro medallas en el Campeonato Europeo de Bádminton entre los años 1990 y 1996.

## Palmarés internacional
| Campeonato Mundial | Campeonato Mundial       | Campeonato Mundial | Campeonato Mundial |
| Año                | Lugar                    | Medalla            | Prueba             |
| ------------------ | ------------------------ | ------------------ | ------------------ |
| 1991               | Copenhague (Dinamarca)   | Medalla de plata   | Dobles             |
| 1991               | Copenhague (Dinamarca)   | Medalla de plata   | Dobles mixto       |
| 1993               | Birmingham (Reino Unido) | Medalla de oro     | Dobles mixto       |
| 1995               | Lausana (Suiza)          | Medalla de oro     | Dobles mixto       |
| 1995               | Lausana (Suiza)          | Medalla de plata   | Dobles             |
| Campeonato Europeo |                          |                    |                    |
| Año                | Lugar                    | Medalla            | Prueba             |
| 1990               | Moscú (URSS)             | Medalla de plata   | Dobles             |
| 1992               | Glasgow (Reino Unido)    | Medalla de oro     | Dobles             |
| 1992               | Glasgow (Reino Unido)    | Medalla de oro     | Dobles mixto       |
| 1996               | Herning (Dinamarca)      | Medalla de oro     | Dobles             |